# Blakas
Blakas o belakas è un termine generico per indicare qualsiasi strumento da taglio simile ad una mannaia o ad un grosso coltello con un lungo manico e lama di forma rettangolare, con un solo taglio diritto, originario di Bali. Il manico, a sezione circolare, si assottiglia ad una o entrambe le estremità. Le lame solitamente presentano fantasiose decorazioni ad intarsio. A volte è utilizzato per motivi cerimoniali in coppia con un golok. È piuttosto comune per i Balinesi avere in casa un blakas poiché, per le caratteristiche della lama, esso si dimostra utile nella vita quotidiana per cucinare e svolgere altri lavori domestici o agricoli.